# Trichomonas tenax
Trichomonas tenax è un protozoo appartenente alla classe dei flagellati, conosciuta come parassita umano all'origine della tricomoniasi orale, una infiammazione orale.